# Rudniki (powiat człuchowski)
Rudniki (kaszub. Rëdniki) – wieś w Polsce położona w województwie pomorskim, w powiecie człuchowskim, w gminie Przechlewo. 
Wieś położona nad rzeką Rudą. Stanowi sołectwo gminy Przechlewo, w którego skład wchodzą również miejscowości Suszka, Trzęsacz i Wiśnica,
W latach 1975–1998 miejscowość należała administracyjnie do województwa słupskiego.